# کلایو دی (بازیکن فوتبال)
کلایو دی (انگلیسی: Clive Day؛ زادهٔ ۲۷ ژانویهٔ ۱۹۶۱) بازیکن فوتبال است.
از باشگاه‌هایی که در آن بازی کرده‌است می‌توان به باشگاه فوتبال فولام اشاره کرد.